# Pirro Çako
Pirro Çako (ur. 19 listopada 1969 w Tiranie) – albański piosenkarz i kompozytor.

## Życiorys
Jest synem śpiewaków operowych (Gaqo i Luizy Çako). Pierwsze lekcje muzyki pobierał w wieku 6 lat, ucząc się gry na pianinie pod kierunkiem Lali Gabeci. W wieku 9 lat uczył się sztuki kompozycji, pod kierunkiem Spiro Kalemiego, w tirańskim Pałacu Pionierów. Ukończył także liceum artystyczne Jordan Misja, gdzie pod naciskiem rodziców skupił się na kształceniu umiejętności wokalnych.
Po ukończeniu szkoły średniej pobierał lekcje u najbardziej znanych albańskich kompozytorów, jak Çesk Zadeja i Rifat Teqja, przygotowując się do studiów w Akademii Sztuk. Po ukończeniu studiów rozpoczął pracę w redakcji muzycznej Radia Tirana. W tym czasie zaczął śpiewać na koncertach dla pionierów. W 1988 zadebiutował na Festiwalu Piosenki, organizowanym przez Radio i Telewizję Albanii RTSh. Festiwal zakończył się sukcesem, a wykonana przez niego piosenka E duam lumturine zdobyła główną nagrodę. W kolejnych trzech festiwalach 1989-1992 wykonane przez niego piosenki także zostały wyróżnione, choć nie zdobył już za nie głównej nagrody.
W okresie transformacji ustrojowej, w początku lat 90. XX w. opuścił Albanię i wyjechał do Paryża, gdzie kształcił się w zakresie kompozycji muzyki filmowej w École normale de musique de Paris. Wrócił stamtąd w 1994 i po raz kolejny wziął udział w Festiwalu Piosenki Albańskiej z piosenką Nje tren drejt lindjes. Nie osiągnął tym razem sukcesu i ponownie wyjechał do Paryża, gdzie zajął się komponowaniem muzyki dla filmu Liri Begei. W roku 1995 ukończył Ecole Normale de Musique de Paris, zdobywając dyplom z kompozycji muzyki filmowej.
Po 7 latach pobytu we Francji Cako powrócił do kraju i wystąpił w duecie z Roveną Dilo na Festiwalu Pieśni Magicznej w Tiranie śpiewając Për një çast më ndali zemra, jeden z największych swoich przebojów. Sukcesy jego utworów na kolejnych festiwalach uwieńczył płytą Herët a vonë, wydaną w 2004. Sukces komercyjny pierwszej płyty potwierdził drugi album - Mos me krahaso, uznany za najlepszy album muzyczny 2006 r. w Albanii, Kosowie i w Macedonii. Część utworów wykonywał w duecie ze swoją żoną, Invą Mulą, z którą ożenił się w 1987, a rozwiódł w roku 2010. Ma syna (Anthony, ur. 1995).

## Albumy
- 2004: Herët a vonë (Wcześniej lub później)
- 2006: Mos më krahaso (Nie porównuj mnie)
- 2013: Ashensor